# Desktop-Film
Desktop-Film (Screenmovie) ist die Bezeichnung für ein Filmgenre, das in den 2010er Jahren entstanden ist. Dabei wird die gesamte Filmhandlung über einen Computerbildschirm oder Smartphone-Bildschirm erzählt. Die Filmart wird häufig mit dem Found-Footage-Genre verglichen.

## Aspekte
Der Regisseur und Produzent Timur Bekmambetow verfasste ein Manifest zum Genre, bei dem er drei Aspekte erläutert, die für einen solchen Film erfüllt sein müssen:
1. Einheit des Orts: Der Ort der Handlung sollte ein spezifischer Computerbildschirm sein, der einer Person zuzuordnen ist. Die Handlung entfernt sich nie vom Bildschirm, sondern alles findet auf ihm statt. Die Kameraführung sollte dabei das Verhalten von Digital-, Smartphone- oder Computer-Kameras nachempfinden.
2. Einheit der Zeit: Der ganze Film sollte in Echtzeit stattfinden. Es gibt keine Übergänge, sondern es soll so aussehen, als sei der ganze Film in einem Take gedreht worden. Damit kommt dem Filmschnitt die höchste Priorität in der gesamten Produktion zu.
3. Einheit des Tons: Alle Töne und Musik, die im Film zu hören sind, stammen vom Computer und die Herkunft ist für den Zuschauer stets rational erklärbar. Der Zuschauer soll sich ständig bewusst sein, wo die Töne herkommen.

Alles im Film dargestellte zeigt sich unter den Bedingungen und Möglichkeiten des Betriebssystems und der Programme auf einem Bildschirm. Die Computerprogramme erzeugen Töne, Videos, Bildschirmtelefonie und Chats bringen die Handlung voran, Musik von Programmen oder Internetseiten erzeugt die Stimmung. Auch der Umgang mit der Hardware ist im Film zu hören, bspw. Klicks oder Tastatureingaben.
Nach dem Handbuch Filmanalyse handelt es sich beim Schnitt um eine Art Affektmontage oder genauer um eine Screen-Montage. Bspw. zeige der Kurzfilm Noah, wie der Protagonist mit seiner Freundin skypt, dann aus Eifersucht ihr Facebook-Konto hackt und nebenher mit anderen chattet.
Nach Filmkritiker Tilman Baumgärtel sind die Menschen in den 2010er Jahren bereits soweit mit Computern sozialisiert, dass schon eine Mausbewegung uns emotional erreichen kann. Dieser neue Erzählstil sage viel über das Leben zu dieser Zeit.

## Geschichte
Ein Vorläufer entstand 2005 mit der Miniserie Welcome to the Scene, die die Geschichte einer Release-Gruppe allein mit den per Screenrecording aufgenommenen Chatverläufen der Mitglieder erzählte.
Als Beginn des Genres gelten der Kurzfilm Noah (2013, Walter Woodman & Patrick Cederberg), das Video Grosse Fatigue (2013) der Künstlerin Camille Henrot, das Video-Essay Apple Computers (2013, Nick Briz) und Transformers: The Premake (2014, Kevin B. Lee) sowie die Spielfilme The Den (2013, Zachary Donohue), Open Windows (2014, Nacho Vigalondo) und Unknown User (Unfriended, 2014, Levan Gabriadze).